# Федорович, Флориан Флорианович
Флориан Флорианович Федорович (11 ноября 1876, Казань — 28 ноября 1928, Оренбург) — эсер, член ЦК ПСР, делегат Всероссийского Учредительного собрания, председатель Политцентра.

## Биография
Флориан Федорович родился 11 ноября 1876 в Казани в семье князя, действительного статского советника Флориана Федоровича (старшего). К 1900 году Флориан окончил три курса физико-математического факультета Петербургского университета.
Флориан Федорович стал участником революционного движения в Российской империи ещё в 1898 году, затем примкнул к эсерам. В 1902 году он был выслан по решению суда в Пензу. В 1905 году он был арестован и назначен к высылке в Нарымский край на срок в 4 года, но бежал из тюрьмы. В 1907 году Федорович был вновь арестован в Тамбове по делу о покушении на ректора духовной семинарии: был приговорен к 6 годам каторги, отбывал её в тюрьмах Тамбова и Орла. В 1914 году он был выслан на поселение в Иркутскую губернию.
Федорович был освобождён по амнистии после Февральской революции и практически немедленно, в 1917 году, стал пензенским губернским комиссаром (май-ноябрь). В том же году он был избран делегатом III и IV съездов Партии социалистов-революционеров (ПСР) и вошёл в ЦК ПСР. Затем он избрался в члены Учредительного собрания по Пензенскому избирательному округу от эсеров (список № 4). 5 (18) – 6 января (19) 1918 года Флориан Флорианович являлся одним из участников единственного заседания Собрания, которое ночью было распущено.
В 1918 году Федорович стал членом КОМУЧа (Самара). На Уфимском государственном совещании он выступил против создания Директории. В начале декабря, после омского государственного переворота он был арестован колчаковцами в Уфе и отправлен в Омск, но был освобождён восставшими в городе рабочими.
Федорович возглавил Иркутский Политцентр в ноябре 1919 года и оставался на этом посту до января 1920. В это время Политцентру удалось поднять восстание в тылу войск Колчака. 12 января 1920 года Флориан Федорович открыл заседание Временного совета сибирского народного управления, в который вошли 8 членов Политцентра, 3 представителя Иркутской городской думы и ряд других лиц. Временный совет стал высшим органом государственной власти в Сибири, осуществлявшим издание законодательных актов в форме постановлений, а Политцентр — исполнительным органом Временного совета. 22 января Политцентр от лица Совета передал власть Иркутскому военно-революционному комитету.

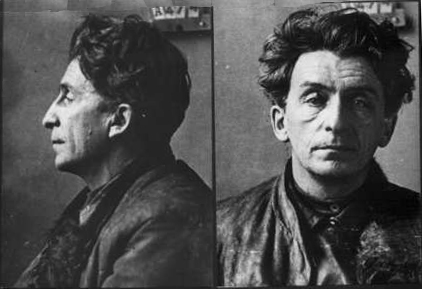
Ф. Ф. Федорович в Бутырской тюрьме, 1922.

Летом 1920 года Федорович переехал в Москву, где был арестован. В советское время на процессе ПСР 1922 года он был приговорён к 10 годам тюрьмы. Был в ссылке в Оренбурге, где и умер в местной тюрьме.

## Цитаты
«Я говорю это для того, чтобы показать, что совершенно невозможно вырвать меня как члена Центрального Комитета от Центрального Комитета и отделить — меня от него, как от целого. Нельзя заявить, что: это — твое дело, ты за это отвечаешь, а это не твое дело. Нельзя этого делать, потому что все дело Центрального Комитета есть твое дело также, как и дело каждого члена Центрального Комитета. Кончая свое последнее слово, я должен еще заявить следующее: здесь на суде все время выявлялась и декларировалась позиция нашей партии и вот я, как член Центрального Комитета, который всецело разделяет все заявления, которые делали наши отдельные товарищи, уполномоченные всей моей группы, я считаю себя полностью до конца ответственным за те заявления, которые были сделаны на суде» — из последнего слова на процессе ПСР, 1922.